# Pedro Fernández de Híjar
Pedro Fernández de Híjar (1240-1299) fue I señor de Híjar, por concesión de su padre, y caballero de la Orden del Santo Sepulcro de Jerusalén. Era hijo ilegítimo de Jaime I el Conquistador, rey de Aragón, y de Berenguela Fernández (m. 1272).

## Biografía

Emblema de la Orden del Santo Sepulcro de Jerusalén, a la que perteneció como caballero Pedro Fernández de Híjar, hijo ilegítimo de Jaime I el Conquistador.

Aunque tradicionalmente su fecha de nacimiento se suele colocar entre 1248 y 1249 aparece mencionado por primera vez en el 29 de octubre de 1257, en un documento de su padre que le encarga investigar sobre un tesoro encontrado en Daroca, esto da a entender que para entonces ya tendría al menos 18 años, ya que sino no habría recibido el encargo, por lo que debió de nacer alrededor del 1238-39, ya que la reina Violante de Hungría había dado a luz tres veces entre el 1238 y el 1240.
Pedro Fernández de Híjar acompañó a su progenitor en numerosas expediciones bélicas y en 1264 fue nombrado Almirante de la Armada de Aragón. Dos años después, en 1267, fue nombrado Lugarteniente del rey en el Reino de Valencia. En 1268 recibió como obsequio por parte paterna la mitad de Híjar y Urrea de Gaén. En septiembre de 1269 acompañó al rey Conquistador en su fallida Cruzada en Tierra Santa, a la que no consiguieron llegar. El navío que transportaba a Jaime I consiguió dar la vuelta y regresar a Cataluña, pero la mayoría del resto de la flota se enfrentaron con una tempestad y terminaron desembarcando en San Juan de Acre, en donde fue nombrado caballero de a Orden del Santo Sepulcro.
En este viaje le acompañaba también su hermanastro, por ser como él hijo natural de Jaime I el Conquistador, Fernán Sánchez de Castro, barón de Castro. A esta aventura se la ha calificado tradicionalmente como una pálida imitación de la expedición de los almogávares a Oriente. 
En 1273 defendió la ciudad de Murcia contra los ataques granadinos y en 1282 acompañó a su hermano Pedro III el Grande en su expedición para conquistar la isla de Sicilia. Apoyó a su hermanastro el rey Pedro en la guerra que éste mantuvo con el Reino de Navarra entre los años 1283 y 1284. En el año 1285 luchó en Tarazona contra el reino de Navarra, ya que se temía que por allí invadieran el reino de Aragón los franceses.
Formó parte del Consejo del Rey en tiempos de su sobrino Alfonso III el Liberal y fue procurador general del Reino de Valencia en 1286 y ese mismo año recibió el castillo de Ayora. En 1296 participó en la invasión de Castilla junto con Alfonso de la Cerda, que le disputaba el título de Rey de Castilla y León a su tío Sancho IV el Bravo. También ostentó el cargo de Alférez y Capitán General de la Iglesia en la época de su sobrino Jaime II el Justo, a cuya coronación en Zaragoza asistió.

## Relación con Jaime I
Steffano Cingolani le definía como un hombre de confianza de su padre aún cuando el infante Pedro le faltara y no parece que tuviera alguna desavenencia con él. Esta confianza también se muestra cuando el rey le manda a Daroca en 1257 para investigar la aparición de un tesoro y cuando le pone al mando de una escuadra en 1264 para apoyar a los castellanos ante la sublevación mudéjar para después darle todos los privilegios del oficio de almirante.

## Matrimonios y descendencia
Contrajo matrimonio en dos ocasiones. La primera, en el año 1268, con Teresa de Gombau y Entenza, hija de Gombau de Entenza y Polo, señor de Torís, y de Elvira de Luesia. No hubo descendencia de este matrimonio.
Volvió a casar con Marquesa Gil de Rada, hija natural de Teobaldo I de Navarra y de Marquesa López de Rada. Fruto de este matrimonio nació un único hijo, Pedro Fernández de Híjar "el Señalero" (1263-1322), II barón de Híjar y señor de Bunyol.
A su muerte, su segunda esposa, Marquesa Gil de Rada se retiró a la vida contemplativa y fundó en Zaragoza, fundación que aún subsiste, el Convento de Madres Canonesas de la Orden del Santo Sepulcro, del que fue la primera priora. En dicho Convento permaneció retirada hasta su muerte, ocurrida el día 17 de julio de 1304. Un año antes había redactado testamento, en el que estipulaba que donaba todos sus bienes al Convento zaragozano por ella fundado y en el que deseaba recibir sepultura. A su muerte, en 1304, recibió sepultura según sus deseos, y fue sepultada en el Convento de Madres Canonesas de la Orden del Santo Sepulcro.
Pedro fue enterrado en la antigua iglesia del castillo de Montalbán, Teruel.